# آرامگاه شیخ عمادالدین
بقعه شیخ عمادالدین مربوط به دوران‌های تاریخی پس از اسلام است و در شاهرود، ۵ کیلومتری جنوب شرقی شهر واقع شده و این اثر در تاریخ ۱۰ مهر ۱۳۸۰ با شمارهٔ ثبت ۳۹۴۸ به‌عنوان یکی از آثار ملی ایران به ثبت رسیده است.